# Joya de Cerén
Joya de Cerén (che in spagnolo significa i gioielli di Cerén) è un sito archeologico che si trova in El Salvador; esso è un antico villaggio agricolo di epoca Maya che si è conservato pressoché intatto sotto gli strati di cenere causati da un'eruzione vulcanica.
Si tratta di uno dei più importanti siti archeologici della Mesoamerica poiché esso mostra come era la vita di tutti i giorni per la popolazione dell'epoca. Ci si riferisce spesso a Joya de Cerén come alla Pompei delle Americhe.
Nel 1933 Joya de Cerén è stata inserita nella lista dei patrimoni dell'umanità dell'Unesco per la sua importanza archeologica.

## Storia
Abitata fin dal X secolo a.C. come centro agricolo, la città venne abbandonata nel 250 in seguito all'eruzione dell'Ilopango. Nel V secolo tornò a fiorire come città tributaria di San Andrés.
Nel VII secolo il Loma Caldera, un vicino vulcano, eruttò e seppellì la città sotto uno spesso strato di cenere, proteggendola dal passare del tempo. Poiché non sono stati trovati resti umani, si pensa che gli abitanti abbiano fatto in tempo a mettersi in salvo, ma essi furono costretti a lasciarsi dietro utensili, ceramiche, perfino cibi lasciati a metà.
Il sito è stato scoperto nel 1976 da Payson Sheets, un antropologo dell'Università del Colorado. Sono stati portati alla luce circa 70 edifici, e nel 1993 Joya de Ceren è stata dichiarata Patrimonio dell'umanità dall'UNESCO.